# 국립원예특작과학원
국립원예특작과학원(國立園藝特作科學院, National Institute of Horticultural & Herbal Science)은 채소, 과수, 화훼, 인삼, 약초 및 버섯류 분야의 품종개발, 유전육종기술, 유전자원관리·종묘생산, 재배법개선, 토양·병해충·기상 등의 환경관리 및 재해경감, 재배시설의 구조·자재·기구 등의 개발, 원예 및 특작산물의 품질평가·보전·이용에 관한 시험·연구와 기술지원에 관한 사무를 관장하는 대한민국 농촌진흥청의 소속기관이다. 2008년 10월 8일 발족하였으며, 전북특별자치도 완주군 이서면 농생명로 10에 위치하고 있다.

## 직무
- 원예·특작 품종육성·육종기술 개발 및 분자육종
- 원예·특작 유전자원 수집·평가 및 보존
- 원예·특작 재배법 개선 및 토양·병해충·기상 등의 환경관리와 재해경감 기술 개발
- 원예·특작 재배시설의 구조·자재·기구 등의 개발
- 원예·특작산물의 수확 후 관리·품질보전·기능성 이용 및 부가가치 증대에 관한 기술 개발
- 원예·특작 관련 연구개발 어젠다 사업 지원
- 원예·특작 기술지원에 관한 업무
- 도시농업 기술개발에 관한 업무

## 연혁
- 1955년 4월 1일: 중앙원예기술원 소속으로 서울지원 설치.[2]
- 1957년 5월 28일: 농사원 소속으로 원예시험장 설치하고 소속기관으로 김해지장을 두며 중앙원예기술원 서울지원을 원예시험장 서울지장으로 개편.[3]
- 1961년 5월 1일: 서울지장 폐지.[4]
- 1961년 10월 2일: 농사원 시험국의 하부조직인 작물원예부로 개편.[5]
- 1962년 4월 1일: 농사원 작물원예부를 농촌진흥청 소속 원예시험장으로 개편.[6]
- 1965년 4월 21일: 중부출장소 설치.[7]
- 1967년 9월 8일: 중부출장소 폐지.[8]
- 1967년 12월 9일: 예산출장소 설치.[9]
- 1969년 5월 30일: 중원출장소 설치.[10]
- 1970년 4월 8일: 김해지장 폐지.[11]
- 1972년 2월 15일: 김해지장 설치.[12]
- 1972년 11월 29일: 예산·중원출장소 폐지.[13]
- 1973년 7월 14일: 남해출장소 설치.[14]
- 1977년 5월 6일: 맥류연구소 설치.[15]
- 1978년 4월 24일: 김해지장 폐지.[16]
- 1991년 11월 15일: 맥류연구소를 과수연구소로 개편.[17]
- 1994년 12월 23일: 원예시험장과 과수연구소를 원예연구소로 통합.[18]
- 1995년 4월 1일: 남해출장소 폐지.[19]
- 1998년 2월 28일: 남해출장소 설치.[20]
- 2006년 1월 1일: 원예연구소를 책임운영기관으로 지정.[21]
- 2007년 6월 4일: 작물과학원 소속으로 인삼약초연구소 설치.[22]
- 2008년 10월 8일: 난지농업연구소로부터 원예작물·감귤 및 식물환경분야의 시험·연구에 관한 사무를 이관받아 원예연구소와 인삼약초연구소를 국립원예특작과학원으로 통합하고[23] 책임운영기관으로 지정.[24]
- 2015년 2월 27일: 전북혁신도시로 이전.[25]

## 조직

### 원장
- 기획조정과[26]
- 운영지원과[27]
- 원예특작환경과[28]
- 기술지원과[26]
- 저장유통과[29]

원예작물부
- 채소과[29]
- 과수과[29]
- 화훼과[29]
- 도시농업과[29]

인삼특작부
- 인삼과[31]
- 약용작물과[31]
- 버섯과[31]
- 인삼특작이용팀[31]

### 소속기관
- 연구소
  - 온난화대응농업연구소
  - 시설원예연구소
  - 사과연구소
  - 배연구소
  - 감귤연구소
- 출장소[29]
  - 남해출장소